# E하루616

e하루616은 인터넷 상의 디지털 정보유산을 보존하기 위한 온라인 캠페인이다. 2004년 6월부터 2016년까지 매년 6월 16일 단 하루만 네티즌 참여하는 방식으로 이루어졌다. 2004년 '한도시 이야기'란 프로젝트를 계기로 다음커뮤니케이션 직원들과 자원봉사자들을 시작으로 인터넷을 기록했던 것이 시초이다. 다음세대재단이 주관하고 다음커뮤니케이션, 한국인터넷진흥원이 공동주최로 참여하였다. 2016년 6월 16일을 끝으로 캠페인이 종료되었다.

## 참고 및 출처
1. ↑  6월16일은 e역사 기록하는 날 보관됨 2007-09-28 - 웨이백 머신 블로터닷넷 2007년 6월 13일
2. ↑  “e하루616”. 《e하루616》. 2020년 6월 18일에 원본 문서에서 보존된 문서.